# Creoda

Britannien um 600

Creoda (auch Crioda, Cryda; fl. 6. Jahrhundert) soll der erste bekannte König des angelsächsischen Königreiches Mercia gewesen sein.

## Leben
Der Angelsächsischen Chronik zufolge war Creoda der Sohn des Cynewald, des Sohnes des Cnebba, des Sohnes des Icel; nach letzterem nennt sich das Königshaus von Mercia „Iclingas“. Die frühen Einträge der Angelsächsischen Chronik wurden jedoch erst gegen Ende des 9. Jahrhunderts zusammengestellt, weshalb die Glaubwürdigkeit zu den frühen Ereignissen teils zweifelhaft ist. Die Angaben über die Frühgeschichte der angelsächsischen Königreiche gelten damit als zweifelhaft. Dass Creoda König von Mercia gewesen sein soll, wird erst in der Historia Anglorum von Henry of Huntingdon, verfasst in der ersten Hälfte des 12. Jahrhunderts, behauptet. Das vermutete Todesjahr Creodas, nämlich 593, scheint jedoch auf einer Verwechslung zu beruhen, da für jenes Jahr der Tod eines Westsachsen namens Creoda angegeben wird.
Eine Identifizierung von Creoda mit dem in der sogenannten Anglian Collection of Royal Genealogies aufgeführten Cretta, König des Königreichs Lindsey ist ebenfalls angenommen worden, wobei aber angemerkt werden muss, dass der Hinweis auf eine ursprüngliche Herkunft des Königshauses Mercias aus Lindsey im Gegensatz zu der Annahme, die Ursprünge des mercischen Königshauses lägen in den südlichen Midlands, steht. Mehrere Ortsnamen, die von Creoda und seinen Nachfolgern Pybba und Penda abgeleitet sind, weisen auf eine zu Creodas Zeit beginnende anglische Kolonisation im südwestlichen Mercia an der Grenze zum sich erst später entwickelnden Königreich Hwicce hin.